# Agromyza sulfuriceps
Agromyza sulfuriceps är en tvåvingeart som beskrevs av Gabriel Strobl 1898. Agromyza sulfuriceps ingår i släktet Agromyza och familjen minerarflugor. Arten är reproducerande i Sverige. Inga underarter finns listade i Catalogue of Life.